# Euryops jaberiana
Euryops jaberiana là một loài thực vật có hoa trong họ Cúc. Loài này được Abedin & Chaudhary mô tả khoa học đầu tiên năm 2000.